# Fillosoma

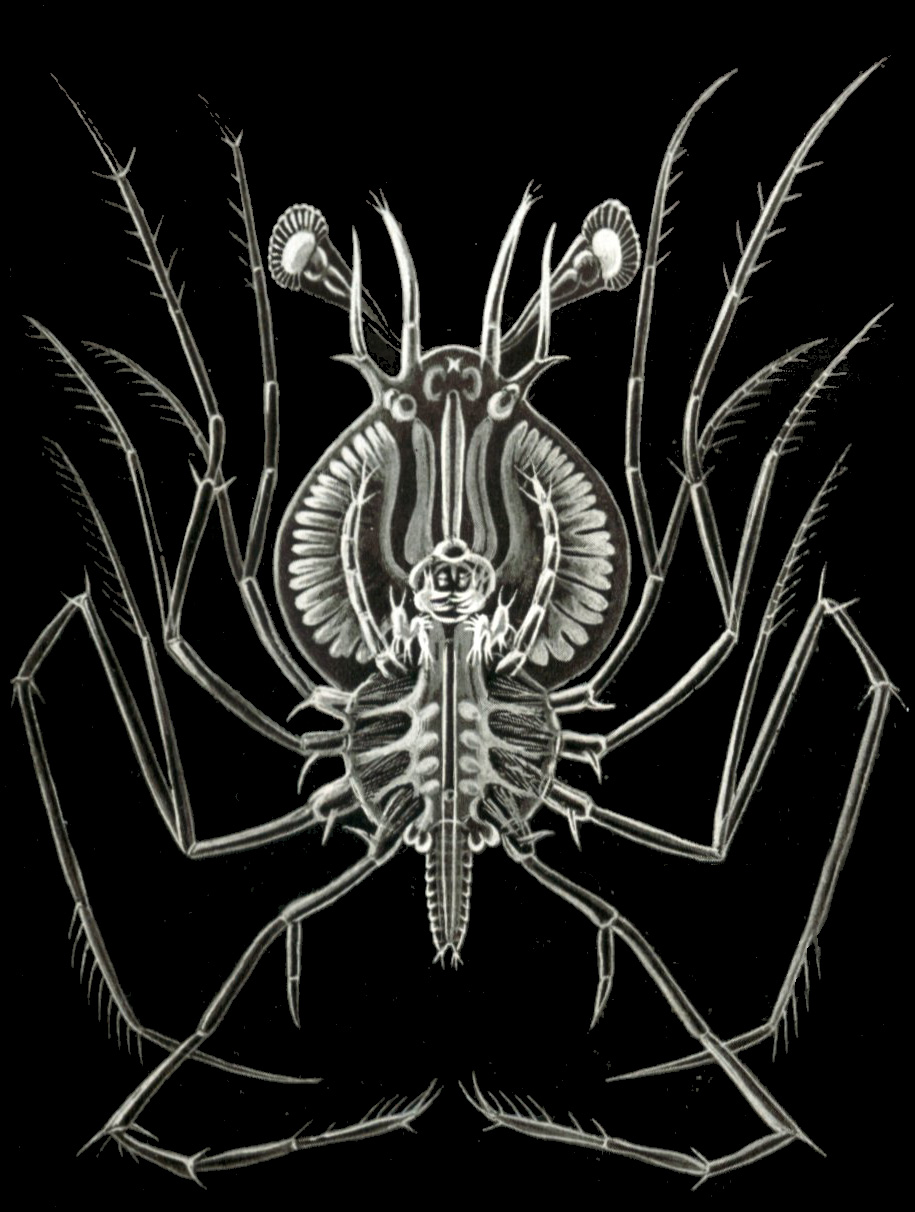
Fillosoma di Palinurus elephas.

Il fillosoma (AFI: /filloˈsɔma/; dal latino scientifico phyllosōma, che compone i greci phýllon, "foglia", e sôma, "corpo") è lo stadio larvale di alcuni crostacei dell’ordine dei Decapodi. I fillosomi sono di notevoli dimensioni, hanno il corpo schiacciato e di aspetto fogliaceo, laminare e trasparente.